# Papa Gregório II
Gregório II nasceu em Roma em 669. Foi eleito o 89º Papa em 19 de maio de 715. São Gregório II governou a Igreja Católica durante dezesseis anos.
Foi feito subdiácono e sacelário (tesoureiro) da Igreja Romana pelo Papa Sérgio I. Este papa confiou-lhe também o cuidado da biblioteca papal.
Quando se tornou diácono, já tinha dado sinais de carácter e inteligência superior, pelo que foi escolhido pelo papa para o acompanhar a Constantinopla para debater os cânones do Concílio Quinissexto com o truculento imperador Justiniano II. A confiança do papa não foi defraudada, pois o diácono Gregório «pelas suas respostas admiráveis», resolveu todas as questões levantadas pelo imperador.
Com ele teve início o verdadeiro poder temporal dos papas. Seguiram-se as desavenças com o imperador do Oriente que num concílio ordenou a destruição de todas as imagens sacras. Este Papa é o principal responsável pela intensa obra de evangelização das populações germânicas - nomeou Bonifácio bispo da Germânia (722) e combateu os iconoclastas (727–731), seita que conseguiu expulsar.
Procurou consertar as muralhas de Roma, por temor dos muçulmanos. Morreu em 11 de fevereiro de 731 e foi canonizado em data desconhecida.